# 長門三隅站
長門三隅站（日语：／ Nagato-Misumi eki */?）是位於山口縣長門市三隅下，屬於西日本旅客鐵道（JR西日本）的山陰本線車站。

## 歷史
- 1924年（大正13年）11月3日 - 國有鐵道美禰線正明市站（現時為長門市站）至此站開業，此站啟用。為客運和貨運車站。
  - 當時車站地址為山口縣大津郡三隅村（日语：三隅町 (山口県)）三隅下。
- 1925年（大正14年）4月3日 - 美禰線此站至萩站開通。
- 1933年（昭和8年）2月24日 - 包含此站在內，部分美禰線編入至山陰本線，成為山陰本線車站。
- 1942年（昭和17年）11月3日 - 三隅村實施町制，成為三隅町（日语：三隅町 (山口県)），車站地址為山口縣大津郡三隅町三隅下。
- 1977年（昭和52年）3月31日 - 終止貨物起卸業務。
- 1987年（昭和62年）4月1日 - 伴隨國鐵分割民營化，車站由西日本旅客鐵道（JR西日本）營運。
- 2005年（平成17年）3月22日 - 隨著長門市（第二次）成立，車站地址為現時位置。
- 2013年（平成25年）7月28日 - 發生暴雨（日语：平成25年7月28日の島根県と山口県の大雨），包含此站在內，益田站至長門市站之間暫停服務。（包含此站在內，奈古站至長門市站之間在同年8月4日重開。）
- 2024年11月3日，長門三隅站迎來開業的100周年，並在當日舉行紀念活動[1]。

## 車站構造
本站是設有2面2線相對式月台的地面車站，可進行列車交會。本站的站房為木造站房，並坐落在上行月台側。站房對面月台設有小路進出車站。上下行線月台之間透過跨線橋連接。
本站是由長門鐵道部管理的簡易委託車站，站前設有私人商店售票近距離車票（常備票）。

### 月台
| 月台 | 路線      | 上下行 | 方向             | 備註                        |
| ---- | --------- | ------ | ---------------- | --------------------------- |
| 1    | ■山陰本線 | 上行   | 東萩、益田方向   |                             |
| 2    | ■山陰本線 | 下行   | 長門市、下關方向 | 從此站出發的列車使用1號月台 |

- 在車站內沒有標示月台編號，在車站時間表內附上月台編號。

在平日上學日，早上6時時段設有從此站出發，前往長門市、瀧部的區間列車（單向）。

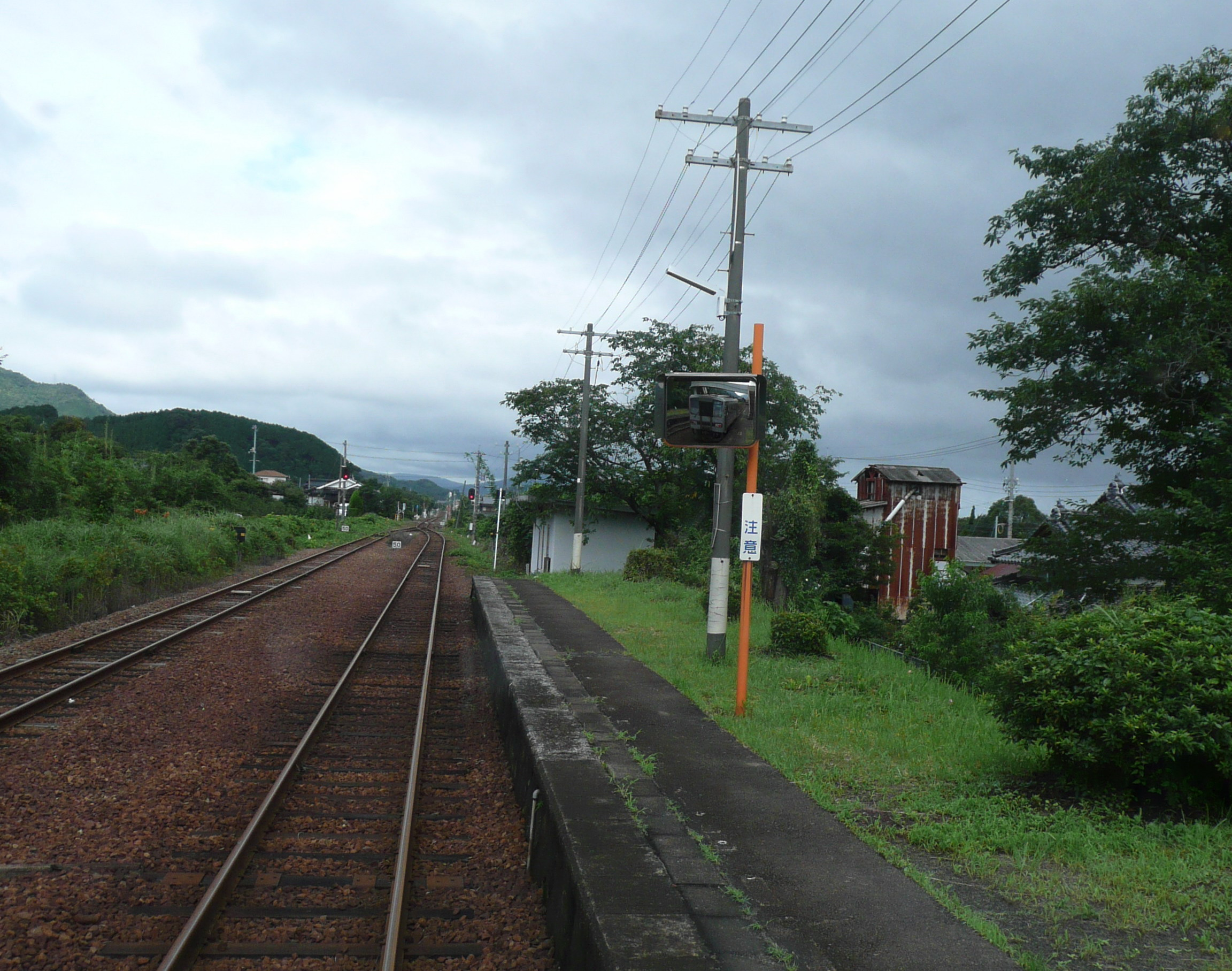
從月台望向長門市
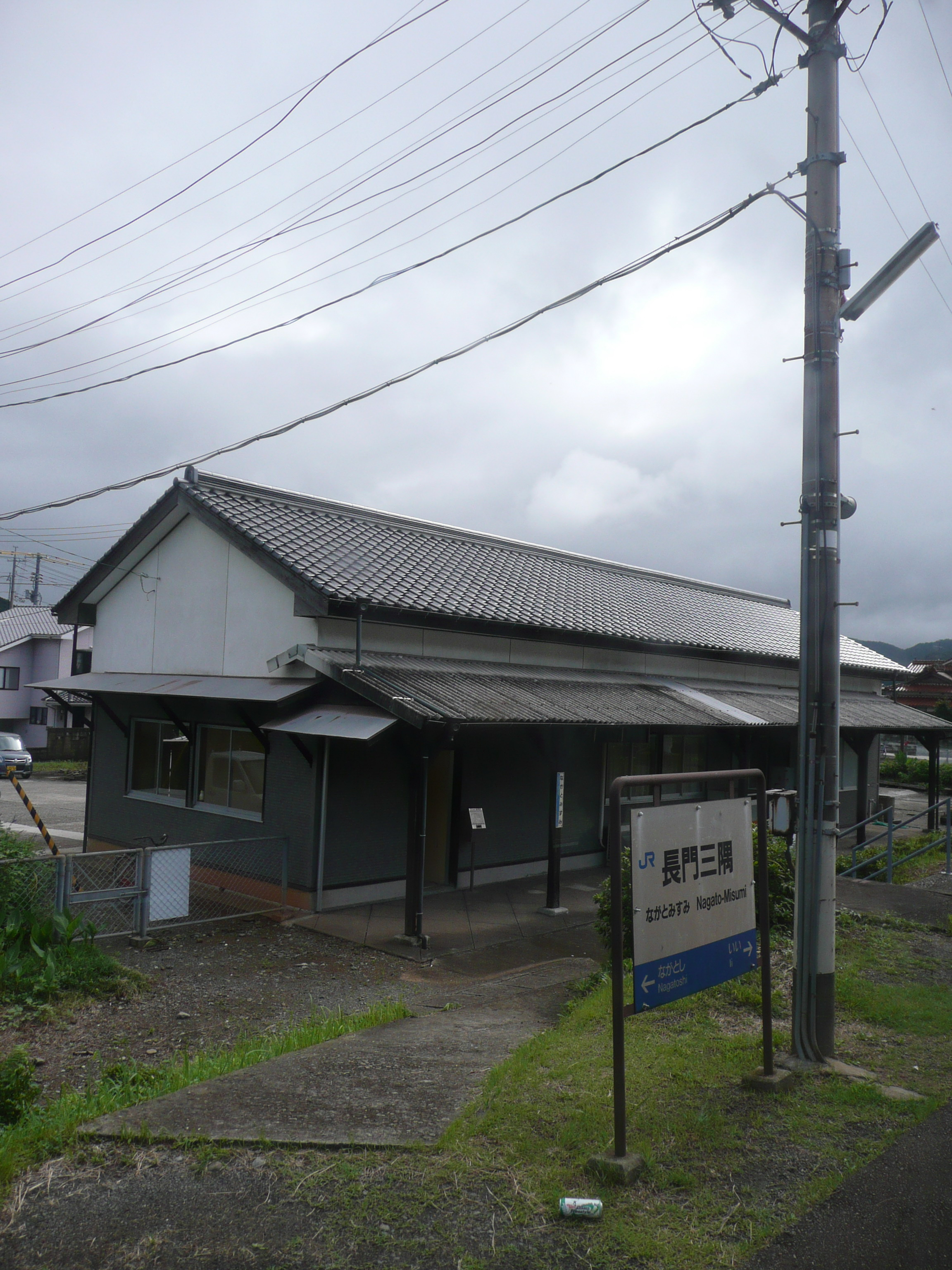
站名牌與車站大樓

## 使用狀況
此站的乘客多為上學客，並乘車往萩方向。以下為近年1日平均乘車人次列表：
| 乘車人次變化 | 乘車人次變化    |
| 年度         | 1日平均乘車人次 |
| ------------ | --------------- |
| 1999         | 154             |
| 2000         | 155             |
| 2001         | 135             |
| 2002         | 117             |
| 2003         | 122             |
| 2004         | 122             |
| 2005         | 117             |
| 2006         | 103             |
| 2007         | 92              |
| 2008         | 88              |
| 2009         | 86              |
| 2010         | 84              |
| 2011         | 74              |
| 2012         | 62              |
| 2013         | 60              |
| 2014         | 45              |
| 2015         | 50              |
| 2016         | 44              |
| 2017         | 51              |
| 2018         | 49              |

## 車站周邊
車站附近設有民居和田野。
- 村田清風（日语：村田清風）紀念館（向西邊乘車5分鐘）
- 湯免溫泉（日语：湯免温泉）（向東乘車5分分鐘）
- 香月泰男（日语：香月泰男）美術館（向東乘車5分分鐘）
- 山口縣道287號長門三隅線（日语：山口県道287号長門三隅線） - 前・國道191號（日语：国道191号）。
- 三隅郵局（站前）
- 長門市立三隅中學
- 長門市立明倫小學

## 巴士路線
- 防長交通（日语：防長交通）
  - 青海大橋－仙崎－長門市站前－三隅站前－湯免溫泉－落志畑－山中－野生動物園前－繪堂－大田中央－美東醫院前－秋芳洞
  - 青海大橋－仙崎－長門市站前－長門醫院－三隅站前－野波瀨漁協前－湯免溫泉－落志畑

## 相鄰車站
西日本旅客鐵道
■山陰本線
飯井－長門三隅－長門市

## 注腳
1. ↑  . 長門市役所. 2024-11-03  [2025-05-02]. （原始内容存档于2025-05-02） （日语）.
2. ↑  山口縣統計年鑑

## 外部連結
- 長門三隅｜車站資訊：JR出門網 - 西日本旅客鐵道